# Fale i Fono

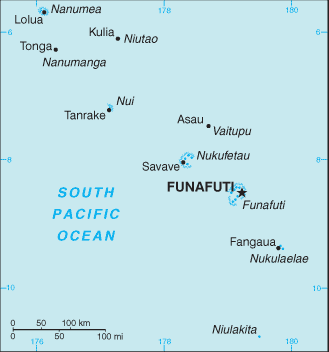
Tuvalu

Fale I Fono (tuvaluanska för "möte", ibland även Palamene, engelska The House of Assembly) är det lokala parlamentet i Tuvalu i Stilla havet.

## Parlamentet
Fono är ett enkammarparlament och är den lagstiftande makten i Tuvalu.
Parlamentsbyggnaden "Government building" ligger i Vaiaku på ön Fongafale (1).

## Sammansättning
15 Members of Parliament (ledamöter) valda på en fyraårsperiod. Alla väljs i valkretsar baserade på öområdena där mandaten fördelar sig på:
- 2 ledamöter från Funafutidistriktet
- 2 ledamöter från Nanumangadistriktet
- 2 ledamöter från Nanumeadistriktet
- 2 ledamöter från Niutaodistriktet
- 2 ledamöter från Nuidistriktet
- 2 ledamöter från Nukufetaudistriktet
- 1 ledamot från Nukulaelaedistriktet
- 2 ledamöter från Vaitupudistriktet

Ledamöterna väljs genom personval då det inte finns några politiska partier i Tuvalu.
Talmannen kallas "Speaker".
Fono väljer premiärministern och statschef är Elizabeth II av Storbritannien som dock representeras av en generalguvernör.

## Historia
Systemet med Fono har mycket gamla rötter i det Tuvaluanska samhället.
Fono i sin nuvarande form inrättades 1975 när Tuvalu separerades från kolonin Gilbert och Elliceöarna och erhöll viss autonomi.
Fonos existens ratificerades även 1978 när nationen återfick sitt oberoende.
Den 6 juli 2004 invigdes den nuvarande parlamentsbyggnaden som också hyser nationens övriga regeringsorgan och förvaltning.